# Lucas-Cranach-Straße 25 (Kronach)

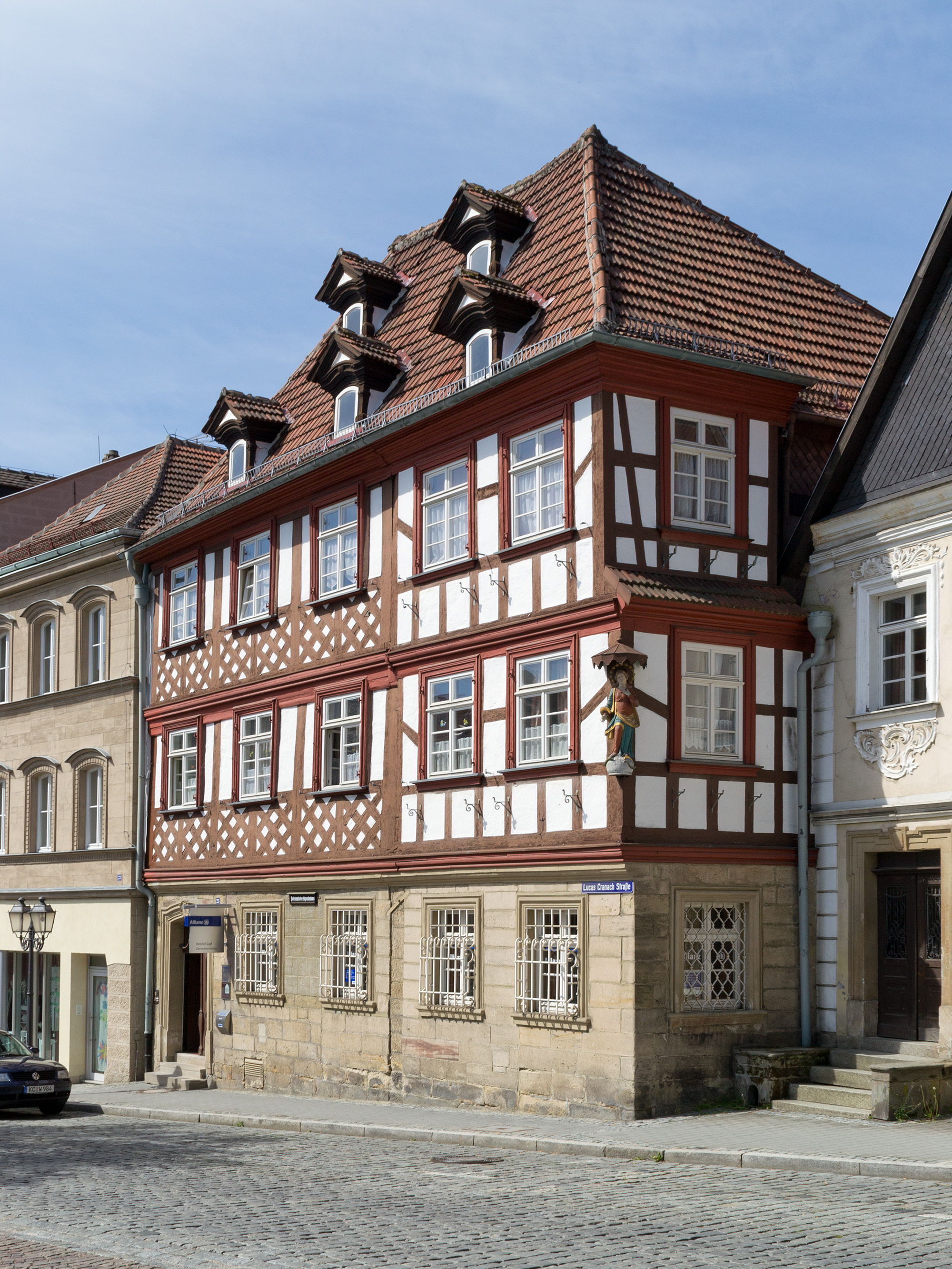
Lucas-Cranach-Straße 25

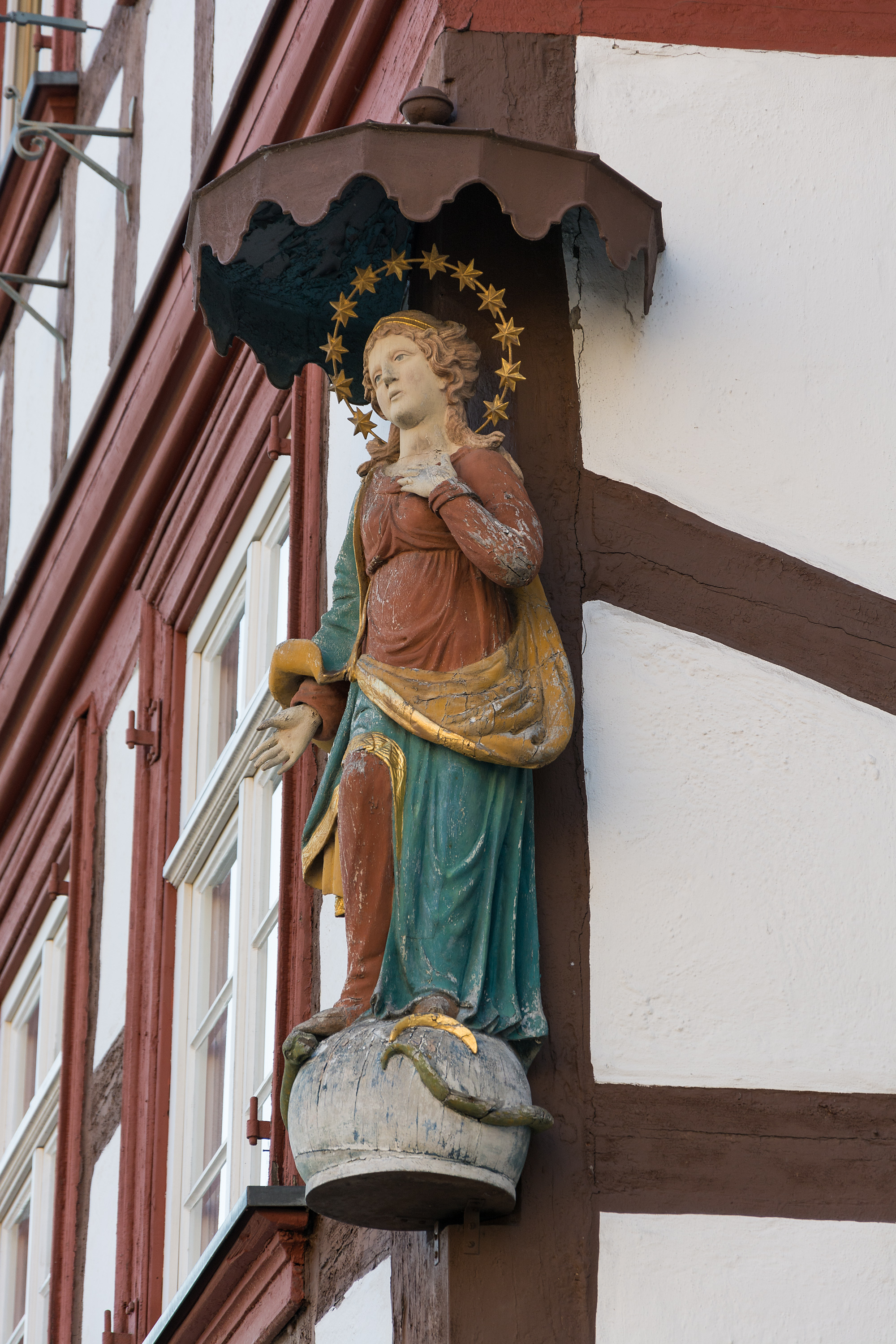
Hausfigur

Das Gebäude Lucas-Cranach-Straße 25, das ehemalige sogenannte Pabstmannsche Stipendienhaus, ist ein denkmalgeschütztes Bauwerk in der Altstadt der oberfränkischen Stadt Kronach in Bayern.

## Lage und Beschreibung
Das Gebäude befindet sich am nordwestlichen Ende der Lucas-Cranach-Straße, gegenüber dem Marktplatz. Es handelt sich um einen dreigeschossigen Walmdachbau mit Sandsteinerdgeschoss und zwei Fachwerkobergeschossen. An der Nordostecke des ersten Obergeschosses ist eine hölzerne Maria-Immaculata-Hausfigur angebracht. Der Schlussstein der stichbogigen Eingangstür ist mit einer Rocaille-Kartusche verziert, die die Inschrift „JCF“ trägt; diese Initialen weisen auf einen früheren Eigentümer des Hauses hin, Bürgermeister Johann C. Fraaß.
Unter dem Gebäude befindet sich – wie praktisch unter allen Anwesen der Altstadt – ein Gewölbekeller. Während die meisten dieser Anlagen für die Öffentlichkeit im Allgemeinen nicht zugänglich sind, kann der Keller unter dem Gebäude Lucas-Cranach-Straße 25 frei besichtigt werden.

## Geschichte
Das Haus Lucas-Cranach-Straße 25 erhielt seine heutige Form nach 1773, als zwei ursprünglich separate Gebäude zu einem Bauwerk zusammengefasst wurden. Der südliche Gebäudeteil entstand um das Jahr 1600, seine beiden Obergeschosse mit Rautenmuster-Fachwerk im zweiten Viertel des 18. Jahrhunderts. Die nördliche Haushälfte wurde im Jahr 1670 erbaut und nach der Zusammenlegung der beiden Einzelgebäude um die beiden Fachwerk-Geschosse erhöht. Die Eingangstür des Gebäudes mit den Initialen des früheren Eigentümers Johann C. Fraaß wurde zwischen 1755 und 1778 eingerichtet. Im frühen 19. Jahrhundert entstand die hölzerne Hausfigur an der Nordostecke des Gebäudes.
Die Bezeichnung Pabstmannsches Stipendienhaus geht auf die 1850er Jahre zurück. Die Landgerichtsassessorswitwe Marie Anna Höpfl, geborene Pabstmann, vermachte in ihrem Testament verschiedenen Stiftungen Vermögenswerte, die zur Unterstützung der Armen und von Waisenkindern verwendet werden sollten. Weiterhin verfügte sie im Einverständnis mit ihren beiden Geschwistern, dass das heutige Gebäude Lucas-Cranach-Straße 25 als Stipendienstiftung für mittellose Studenten aus Kronach dienen sollte.
Bis zu ihrem Umzug in das neu erbaute Rathaus im Jahr 1975 befand sich die Stadtkasse in dem Gebäude.